# Лембіт (підводний човен)
| «Лембіт»                                                                                            | «Лембіт»                                                                                                 | «Лембіт»                                                                                                 |
| --------------------------------------------------------------------------------------------------- | --- | --- |
| EML Lembit                                                                                          | | |
| | | |
| Естонський підводний човен типу «Лембіт»                                                            | | |
| Верф                                                                                                | Vickers and Armstrongs Ltd, Барроу-ін-Фернесс                                                            | Vickers and Armstrongs Ltd, Барроу-ін-Фернесс                                                            |
| Під прапором                                                                                        | Естонія СРСР                                                                                             | Естонія СРСР                                                                                             |
| Належність                                                                                          | Військово-морські сили Естонії · Військово-морський флот СРСР                                            | Військово-морські сили Естонії · Військово-морський флот СРСР                                            |
| Порт приписки                                                                                       | Таллінн, Лібава, Кронштадт                                                                               | Таллінн, Лібава, Кронштадт                                                                               |
| На честь                                                                                            | естонського воєначальника Лембіту                                                                        | естонського воєначальника Лембіту                                                                        |
| Закладений                                                                                          | 19 червня 1935                                                                                           | 19 червня 1935                                                                                           |
| Спуск на воду                                                                                       | 7 липня 1936                                                                                             | 7 липня 1936                                                                                             |
| Введений до складу флоту                                                                            | 14 травня 1937                                                                                           | 14 травня 1937                                                                                           |
| Переданий                                                                                           | 18 вересня 1940 року конфіскований радянським ВМФ                                                        | 18 вересня 1940 року конфіскований радянським ВМФ                                                        |
| Виведений зі складу флоту                                                                           | 1979 | 1979 |
| На службі                                                                                           | 1937 —1979                                                                                               | 1937 —1979                                                                                               |
| Сучасний статус                                                                                     | 1979 році виведений зі складу флоту, перетворений на корабель-музей у Морському музеї Естонії в Таллінні | 1979 році виведений зі складу флоту, перетворений на корабель-музей у Морському музеї Естонії в Таллінні |
| Бойовий досвід                                                                                      | Друга світова війна Кампанія на Балтійському морі                                                        | Друга світова війна Кампанія на Балтійському морі                                                        |
| Нагороди                                                                                            | Орден Червоного Прапора                                                                                  | Орден Червоного Прапора                                                                                  |
| Проєкт                                                                                              | | |
| Тип ПЧ                                                                                              | підводний мінний загороджувач                                                                            | підводний мінний загороджувач                                                                            |
| Основні характеристики                                                                              | | |
| Швидкість (надводна)                                                                                | 13,5 вузлів (25 км/год)                                                                                  | 13,5 вузлів (25 км/год)                                                                                  |
| Швидкість (підводна)                                                                                | 8,5 вузлів (15,7 км/год)                                                                                 | 8,5 вузлів (15,7 км/год)                                                                                 |
| Гранична глибина занурення                                                                          | 80 м | 80 м |
| Екіпаж                                                                                              | 32 офіцери та матроси                                                                                    | 32 офіцери та матроси                                                                                    |
| Розміри                                                                                             | | |
| Довжина найбільша (по КВЛ)                                                                          | 62,48 м                                                                                                  | 62,48 м                                                                                                  |
| Ширина корпусу найб.                                                                                | 6,2 м | 6,2 м |
| Середня осадка (по КВЛ)                                                                             | 3,99 м                                                                                                   | 3,99 м                                                                                                   |
| Водотоннажність надводна                                                                            | 665 тонн                                                                                                 | 665 тонн                                                                                                 |
| Водотоннажність підводна                                                                            | 853 тонни                                                                                                | 853 тонни                                                                                                |
| Силова установка                                                                                    | | |
| Дизель-електрична: 2 × дизельних двигуни Vickers-Armstrongs 2 × електродвигуни Metropolitan-Vickers | | |
| Гвинти                                                                                              | 2 | 2 |
| Потужність                                                                                          | 2 × 600 к.с. (дизельні двигуни) 2 × 395 к.с. (електродвигуни)                                            | 2 × 600 к.с. (дизельні двигуни) 2 × 395 к.с. (електродвигуни)                                            |
| Озброєння                                                                                           | | |
| Артилерія                                                                                           | 1 × 40-мм зенітна гармата Bofors L60                                                                     | 1 × 40-мм зенітна гармата Bofors L60                                                                     |
| Торпедно- мінне озброєння                                                                           | 4 × 533-мм торпедних апарати 8 торпед 20 мін                                                             | 4 × 533-мм торпедних апарати 8 торпед 20 мін                                                             |
| ППО                                                                                                 | 1 × 7,7-мм кулемет «Льюїс»                                                                               | 1 × 7,7-мм кулемет «Льюїс»                                                                               |

«Лембіт» (ест. EML Lembit) — військовий корабель, підводний мінний загороджувач типу «Калев», побудований на замовлення військово-морського флоту Естонії британською компанією Vickers and Armstrongs Ltd. напередодні Другої світової війни. У 1940 році після анексії Естонії Радянським Союзом конфіскований радянським флотом та уведений до складу Балтійського флоту РСЧФ. Брав участь у бойових діях у Балтійському морі під час німецько-радянської війни.

## Історія
«Лембіт» — єдиний вцілілий військовий корабель довоєнного флоту Естонії та країн Балтії в цілому. З огляду на здобутий під час Першої світової війни досвід підводні човни знайшли своє належне місце у ВМС Естонії до Другої світової війни. В травні 1933 року Фондом підводного флоту організований збір фінансів на закупівлю човнів, який став одним із найуспішніших заходів серед подібних зборів коштів у країні.
Під час будівництва та випробувань двох підводних човнів естонські екіпажі проходили навчання у Великій Британії в 1935—1937 роках. Протягом 1937—1940 років «Лембіт» і однотипний «Калев» були найзначнішими кораблями ВМС Естонії.

### Друга світова війна
Навесні 1937 року «Лембіт» надійшов на озброєння ВМС Естонії, де діяв до радянської окупації в середині 1940 року. Підводний човен здійснив одну навчальну торпедну атаку за три роки служби у ВМС Естонії, але жодного разу не використовувався для мінування.

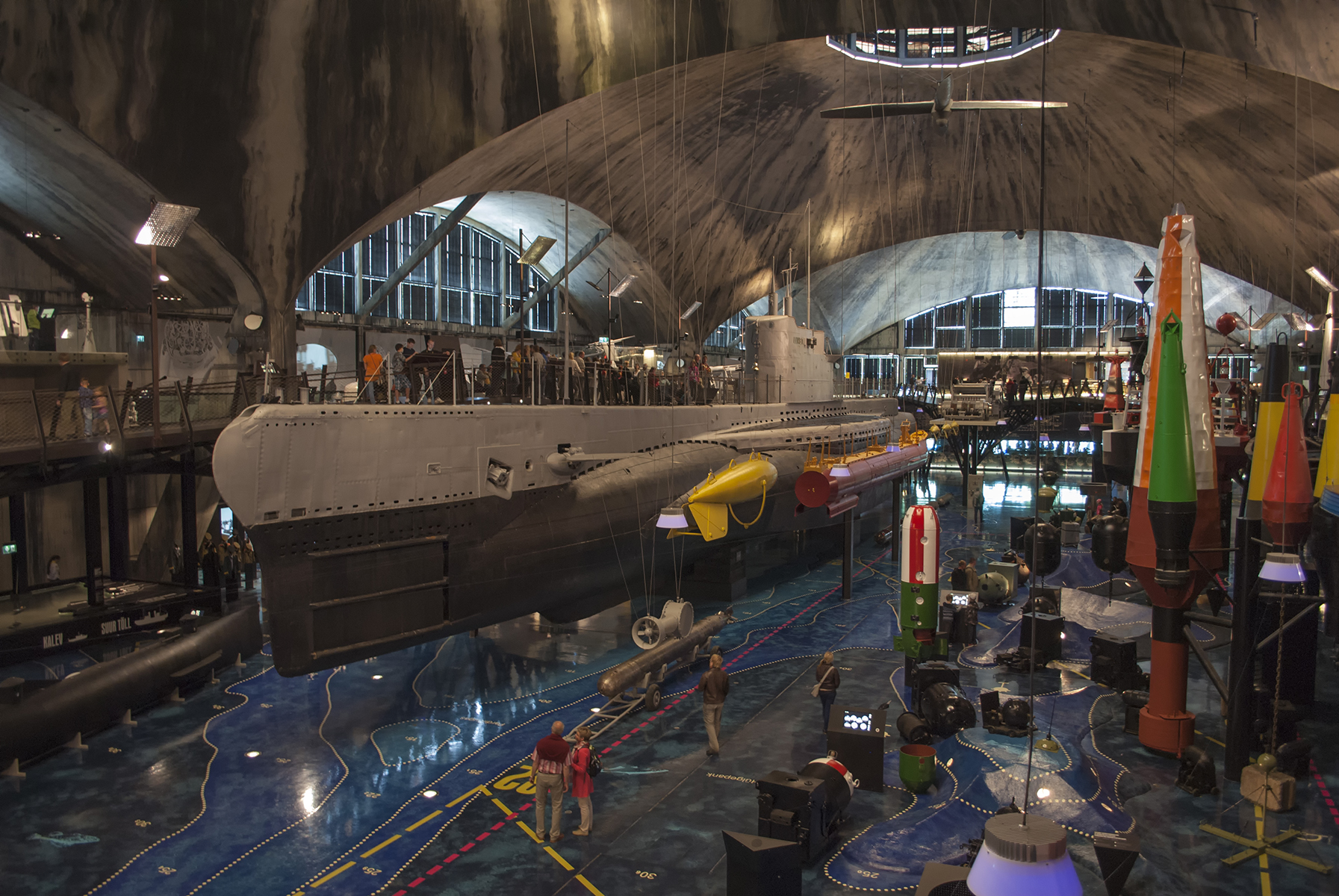
Підводний човен «Лембіт» в ангарі Леннусадам, 2012 рік

18 вересня 1940 року підводний човен був офіційно прийнятий радянським ВМС, до того часу на борту підводного човна залишилося лише п'ять чоловік естонського екіпажу. Вони були потрібні для допомоги радянському екіпажу в освоєнні незнайомої техніки.
Після вторгнення Німеччини в Радянський Союз у червні 1941 року «Лембіт» діяв у складі радянського Балтійського флоту і брав участь у військових діях. Всього під час німецько-радянської війни «Лембіт» здійснив сім бойових походів.

## Перелік уражених «Лембіт» суден у бойових походах
| № | Дата              | Назва             | Тип                       | Належність  | Водотоннажність (брт) | Прим.                                    |
| - | ----------------- | ----------------- | ------------------------- | ----------- | --------------------- | ---------------------------------------- |
| 1 | 14 вересня 1942   | Finnland          | суховантажне судно        | Третій Рейх | 5 281                 | пошкоджено торпедою та згодом відновлено |
| 2 | 13 жовтня 1944    | Hilma Lau         | суховантажне судно        | Третій Рейх | 2 414                 | потоплено торпедою                       |
| 3 | 15 жовтня 1944    | M 3619 / Crabeels | допоміжний тральщик       | Третій Рейх | 150                   | підрив на міні                           |
| 4 | 23 жовтня 1944    | Pionier 5         | буксир                    | Третій Рейх | ?                     | підрив на міні (ймовірно)                |
| 5 | 24 листопада 1944 | Spreeufer         | Риболовне судно           | Третій Рейх | 216                   | підрив на міні                           |
| 6 | 13 лютого 1945    | M 421             | тральщик                  | Третій Рейх | 543                   | підрив на міні                           |
| 7 | 25 квітня 1945    | Vs 343            | допоміжне патрульне судно | Третій Рейх | ?                     | підрив на міні                           |